# جوني بيرغر
جوني بيرغر (بالإنجليزية: Johnny Berger)‏ هو لاعب كرة قاعدة أمريكي، ولد في 27 أغسطس 1901 في فيلادلفيا في الولايات المتحدة، وتوفي في 7 مايو 1979 في ليك تشارلز في الولايات المتحدة.